# Yuanyuan Wang
Yuanyuan Wang (chiń. 王媛媛; ur. 14 lipca 1997 w Lanzhou) – chińska siatkarka, reprezentantka kraju, grająca na pozycji środkowej.

## Sukcesy klubowe
Mistrzostwo Chin:
- 2016, 2018, 2020, 2021, 2022, 2023[1], 2024[2]
- 2019
- 2017

Klubowe Mistrzostwa Azji:
- 2019[3]
- 2017

Klubowe Mistrzostwa Świata:
- 2024[4]
- 2023[5]

## Sukcesy reprezentacyjne
Mistrzostwa Azji Kadetek:
- 2012

Mistrzostwa Świata Kadetek:
- 2013[6]

Mistrzostwa Azji Juniorek:
- 2014[7]

Puchar Azji:
- 2016[8]

Volley Masters Montreux:
- 2017[9]

Liga Narodów:
- 2023[10]
- 2018, 2019

Mistrzostwa Świata:
- 2018[11]

Puchar Świata:
- 2019[12]

Igrzyska Azjatyckie:
- 2022[13]

## Udział siatkarki w pozostałych turniejach międzynarodowych w reprezentacji Chin
Mistrzostwa Świata Juniorek:
- 9. miejsce 2015[14]

World Grand Prix:
- 4. miejsce 2017

Igrzyska Olimpijskie:
- 5. miejsce 2024[15]
- 9. miejsce 2020

Liga Narodów:
- 5. miejsce 2021, 2024[16]
- 6. miejsce 2022[17]

Mistrzostwa Świata:
- 6. miejsce 2022[18]

## Nagrody indywidualne
- 2019: Najlepsza środkowa Klubowych Mistrzostw Azji[19]